# Cistícola del Nil
El cistícola del Nil (Cisticola marginatus) és una espècie d'ocell passeriforme de la família Cisticolidae pròpia de l'Àfrica subsahariana al nord del paral·lel 11 sud.

## Hàbitat i distribució
Tot i el nom, la cistícola del Nil es troba només en el curs alt del riu Nil encara que s'estén de forma fragmentada per la major part de les zones humides d'África, des del Sahel fins al paral·lel 11 sud.
L'hàbitat natural són els aiguamolls i els herbassars humits o temporalment inundables.

## Taxonomia
Fou descrit científicament en 1869 per l'ornitòleg alemany Theodor von Heuglin.
En l'actualitat es reconeixen cinc subespècies.
- C. m. amphilectus Reichenow, 1875 S'estén per l'oest d'Àfrica, des de Mauritània i el Senegal a Ghana, pel sud-oest de Camerun y pel nord-oest d'Angola;
- C. m. zalingei Lynes, 1930 es troba des del nord de Nigèria a l'oest del Sudan;
- C. m. marginatus (Heuglin, 1869) ocupa Sudan del Sud y el nord d'Uganda;
- C. m. nyansae Neumann, 1905 present entre centre de la República Democràtica del Congo a Uganda i Kenya;
- C. m. suahelicus Neumann, 1905 s'estén pel sud-est de la RD del Congo, Tanzània i el nord-est de Zàmbia.

Anteriorment es considerava coespecífic de la cistícola ala-rogenca, de la cistícola del Luapula, de la cistícola costanera i de la cistícola d'Etiòpia però ara es consideren espècies separades.